# Chiesa di San Lorenzo (Asti)
La Chiesa di San Lorenzo è un luogo di culto cattolico situato nel centro storico di Asti. Caratterizzata da una storia plurisecolare e da significative trasformazioni architettoniche, rappresenta un esempio della stratificazione artistica e culturale della città.

## Storia
Le origini della Chiesa di San Lorenzo affondano nel periodo medievale. Le prime attestazioni documentarie risalgono all'XI secolo, sebbene si ipotizzi la presenza di un insediamento religioso preesistente. Inizialmente, la chiesa faceva parte di un complesso più ampio che potrebbe aver incluso un monastero o un ospedale, svolgendo un ruolo centrale nella vita sociale e spirituale della Asti medievale.
Nel corso dei secoli, l'edificio ha subito numerosi interventi di ristrutturazione e ampliamento. Tra il XV e il XVI secolo, l'impianto originario fu modificato con l'introduzione di elementi stilistici rinascimentali, testimoniando un rinnovato fermento artistico. Tuttavia, è tra il XVII e il XVIII secolo che la chiesa assunse l'aspetto prevalentemente barocco che ancora oggi la distingue. Questi interventi, spesso legati alla necessità di adeguare gli spazi alle nuove esigenze liturgiche e ai gusti dell'epoca, portarono alla costruzione di nuove cappelle laterali e alla ridefinizione degli ambienti interni.
Nel XIX secolo, la chiesa ha mantenuto la sua funzione religiosa, interessata da interventi minori di manutenzione e consolidamento. Nel XX secolo, sono stati condotti lavori di restauro volti a preservare la struttura e a valorizzare il patrimonio artistico in essa contenuto.

## Architettura

### Esterni
La Chiesa di San Lorenzo si presenta con un'architettura che riflette le diverse fasi costruttive. La facciata, di chiara impronta barocca, è caratterizzata da elementi decorativi e da una composizione armonica tipica del periodo.

### Interni
L'interno, a navata unica con cappelle laterali, custodisce un interessante patrimonio artistico:
- Affreschi: Alcune porzioni di affreschi, risalenti a diverse epoche, sono ancora visibili e offrono uno spaccato dell'evoluzione pittorica all'interno dell'edificio.
- Pale d'altare: Nelle cappelle laterali sono conservate diverse pale d'altare di notevole interesse artistico, opere di artisti locali e regionali attivi tra il XVII e il XVIII secolo, che rappresentano scene sacre e figure devozionali.
- Arredi Sacri: La chiesa ospita anche pregevoli arredi sacri, tra cui sculture lignee e manufatti liturgici, che arricchiscono il contesto e testimoniano l'abilità artigianale dell'epoca.